# دايكي هوتا
دايكي هوتا (باليابانية: 堀田 大暉) (مواليد 5 أكتوبر 1994)، هو لاعب كرة قدم سابق كان يلعب كحارس مرمى.

## وصلات خارجية
- دايكي هوتا على موقع رابطة كرة القدم اليابانية للمحترفين (اليابانية)
- دايكي هوتا على موقع قاعدة بيانات كرة القدم.إي يو (الإنجليزية)
- دايكي هوتا على موقع Soccerway.com (الإنجليزية)
- دايكي هوتا على موقع عالم كرة القدم.نت (الإنجليزية)